# Albionbaatar
Albionbaatar è un genere di mammiferi estinti appartenenti all'ordine dei Multituberculata, famiglia Albionbaataridae. I resti fossili provengono dal Cretaceo inferiore dell'inghilterra. Questi erbivori vissero durante l'era Mesozoica, conosciuta anche come "l'era dei dinosauri". Furono tra i rappresentanti più evoluti del sottordine informale dei "Plagiaulacida".

## Descrizione
(Kielan-Jaworowska, Cifelli, & Luo (2004). "Mammals from the age of dinosaurs : origins, evolution, and structure" p. 319)

## Distribuzione
Cretaceo inferiore (Berriasiano) dell'Inghilterra sudorientale, Formazione Purbeck, Durlston Bay (Dorset).

## Etimologia
Il nome Albionbaatar indica l'antico nome Albione (Ἀλβιών in greco antico) dato dai greci alle isole britanniche, più il suffisso Mongolo "baatar"= eroe, usato spesso nella classificazione dei multitubercolati.
Il nome della specie, Denisae, si deve invece in onore della paleontologa francese Denise Sigogneau Russell.

## Specie
- Albionbaatar denisae (Kielan-Jaworowska & Ensom, 1994), specie tipo per monotipia, i cui resti risalenti al Cretaceo sono stati rinvenuti in Inghilterra.

## Tassonomia
Sottoclasse  †Allotheria Marsh, 1880
- Ordine †Multituberculata Cope, 1884:
  - Sottordine †Plagiaulacida Simpson, 1925
    - Ramo Plagiaulacidae
      - Famiglia †Albionbaataridae Kielan-Jaworowska & Ensom, 1994
        - Genere †Albionbaatar Kielan-Jaworowska & Ensom, 1994
          - Specie †A. denisae Kielan-Jaworowska & Ensom, 1994

        - Genere †Proalbionbaatar Hahn & Hahn, 1998
          - Specie †P. plagiocyrtus Hahn & Hahn, 1998

        - Genere †Kielanobaatar Kusuhashi et al., 2010
          - Specie †K. badaohaoensis Kusuhashi et al., 2010